# 春明潤
春明 潤（はるみ じゅん、1992年6月10日 - ）は、日本のAV女優。C-more エンターテイメント所属。

## 略歴
2020年9月、マドンナ専属女優としてAVデビュー。
2021年4月、専属を離れ企画単体女優となる。

## 人物
趣味は映画鑑賞、特技は絵を描く事。
初体験は、高校卒業間近に当時付き合っていた30歳の彼と。
元々AVは普通に見ていて、特に本庄鈴の大ファンで会いにも行っている。
“プロに抱かれてみたい”というのがAV女優となった動機。
AV女優になるために現在の所属事務所の面接を受けたものの踏ん切りがつかなかったが、本庄鈴が所属女優であることを知って縁を感じ、自身も所属することを決めた。
「春明潤」は母親が考えた芸名。

## 出演作品

### アダルトDVD
- 天空から舞い降りた高嶺の花 元国際線キャビンアテンダント 春明潤 28歳 AV Debut!!（9月25日、マドンナ）
- 元国際線キャビンアテンダント マドンナ専属第二弾!! 夫と子作りSEXをした後はいつも義父に中出しされ続けています…。（10月25日、マドンナ）
- 元国際線キャビンアテンダント マドンナ専属 第3弾!! 夫の上司に犯され続けて7日目、私は理性を失った…。（11月25日、マドンナ）
- 元国際線キャビンアテンダント マドンナ専属第4弾!! 肉棒の香りに狂わされて… 〜夫の部下の絶倫男根を味わい続けた人妻〜（12月25日、マドンナ）

- 取引先の傲慢社長に中出しされ続けた出張接待。 新人専属、イイ女のスーツ『美』―。（1月25日、マドンナ）
- 抱かれたくない男に死にたくなるほどイカされて…（2月25日、マドンナ）
- 帰郷した僕を惑わす汗だく義姉の中出し妊活性交（3月25日、マドンナ）
- 只今、ボクは葛藤中 鬼のような嫁のすぐ傍で隣人の奥様に誘惑されて―。（4月25日、マドンナ）
- 「私は貴方のペットです!」 新人秘書 断れなかった同伴温泉旅行 エスカレートするセクハラ… 強引に貫かれ、完堕ちしたドマゾ美女（5月25日、オーロラプロジェクト・アネックス）
- 腹パンチ女子ボクシング（6月4日、バトル）
- 敗者水着剥ぎデスマッチ 03（6月4日、バトル）
- NEW格闘フェチ 男女プロレス対決 4（6月4日、格闘ゾーンJAPAN）
- 愛液と精液の淫猥ラブホテル 評判の美人女教師 夫の目を盗んで不倫相手とヤリ狂い絶頂しまくるドロドロ個撮ハメ撮り（6月13日、オーロラプロジェクト・アネックス）
- 巣ごもり生活 懐妊までの2ヶ月間。（6月17日、グローリークエスト）
- 一年に一度燃え上がる純愛不貞セックス SM作家と妻とその愛人(編集者)（6月19日、エムズビデオグループ）
- 鉄板!初降臨! 美人が汗だくで全身を濡らしウェアから乱れ零れる極上のカラダ 性欲にストイック! 身も心も忠実 虜になる程の極限の激情SEX（6月19日、TEPPAN）
- 恥辱の家庭訪問（6月25日、オーロラプロジェクト・アネックス）
- 陰獣の餌食 嬲りの祭壇 緊縛解禁!（7月1日、バミューダ）
- 素人ボンビーナンパGET!! N0.224 お金が無くても性欲上々! ボンビーガール編（7月7日、桃太郎映像出版）※オムニバス作品
- 膣イキ洗脳（7月19日、ドグマ）
- 黒人解禁 黒い衝撃（7月19日、バミューダ）
- ベロ舐め上手な猥褻妻 妖艶なベロ使いで乳首とデカチンを責めまくり（8月12日、センタービレッジ）
- 素人妻ナンパ 全員生中出し 5時間 セレブDX 76（8月15日、ロータス）※オムニバス作品
- 金粉野外露出（9月9日、バミューダ）
- 上司と部下の妻 16 〜汚職とセクハラに染まった極悪上司の罠〜（9月14日、ながえスタイル）
- おち○ぽ大好きお姉さんのフェラチオは好きですか?（9月16日、グローリークエスト）※オムニバス作品
- 投稿実話 妻がまわされた 16 〜キャンプ場での悲劇〜（12月14日、ながえスタイル）

- 淫語で犯す自画撮り着衣痴女 朝日奈かれん 春明潤（2月22日、ミル）

### アダルトVR
- 初VR Madonna専属 春明潤!! マリッジブルーNTR 寿退社直前の後輩と一夜限りのイチャラブ不倫セックス（2021年5月14日、マドンナ）

### ネット配信
2021年
- ネットでAV応募→AV体験撮影 1560 【初撮り】【ハーフ顔の美形お姉さん】【浮き出るエロ腹筋】綺麗なスレンダー肢体を魅せつける美形お姉さんが参戦。淫らに逝きまくる彼女の姿は最高にエロくて..（6月12日、シロウトTV）
- ラグジュTV 1432 ぽってりとした唇が魅力的な歯科衛生士が登場!落ち通いた知的な印象とは裏腹に昔はよくハプニングバーに通うほど性欲旺盛!美意識通ったスレンダースタイルは見事に立ちハメ映え!巨根の刺激に淫らな声を漏らし中イキ絶頂!!（7月19日、ラグジュTV）※「晴海玲」名義
- みはるちゃん（9月14日、素人ホイホイ）

### イメージDVD
- Jun Another heaven（2021年3月18日、REbacca）

## 書籍・出版物

### デジタル写真集
- FRIDAYデジタル写真集 媚薬のヌード vol.1（2021年2月5日、講談社）
- FRIDAYデジタル写真集 媚薬のヌード vol.2 100カット超完全版（2021年2月5日、講談社）
- 汗だくSEXトレーニング! 煌めく汗、引き締まるインナーマッスル（2021年7月7日、TEPPAN）

### 雑誌
- 月刊FANZA 2020年11月号（ジーオーティー） - インタビュー「HATSUMONO!」
- 週刊アサヒ芸能 2020年12月24日号（徳間書店） - グラビア「いますぐ抱いて。」
- 週刊実話 2020年12月31日号（日本ジャーナル出版） - 袋とじ「性夜をあなたと…」
- 週刊実話 2021年8月12日号（日本ジャーナル出版） - 袋とじ「きれいでエッチなお姉さんは好きですか?」